# ألما بريدويل وايت
ألما بريدويل وايت (بالإنجليزية: Alma Bridwell White) هي قسيسة وكاتِبة أمريكية، ولدت في 16 يونيو 1862 في مقاطعة لويس في الولايات المتحدة، وتوفيت في 26 يونيو 1946 في Zarephath, New Jersey ‏ في الولايات المتحدة.

## وصلات خارجية
- ألما بريدويل وايت على موقع الموسوعة البريطانية (الإنجليزية)